# Kamptobaatar
Kamptobaatar is een uitgestorven zoogdier uit de familie Sloanbaataridae van de Multituberculata. Dit dier leefde tijdens het Laat-Krijt in Centraal-Azië.  

## Fossiele vondsten
Fossielen van Kamptobaatar zijn gevonden in de Djadochtaformatie in Mongolië. De vondsten dateren uit het Campanien.

## Kenmerken
Kamptobaatar was een op de grond levend dier. Kamptobaatar had een schedellengte van ongeveer 2 cm. De schedel was breed en plat met grote voorwaarts gerichte oogkassen en een korte snuit. De snijtanden waren groot en knaagdierachtig en er was een groot diasteem tussen de snijtanden en kiezen zoals bij knaagdieren. Het grote scheurende oppervlak van de laatste valse kies wijkt daarentegen af van die bij knaagdieren. De lichaamslengte wordt geschat op ongeveer 10 cm.